# Altamirano (Chiapas)
Pour les articles homonymes, voir Altamirano.
Altamirano est une municipalité du Chiapas, au Mexique. Elle couvre une superficie de 1 120 km2 et compte 32 872 habitants en 2015.